# Motorradhelm

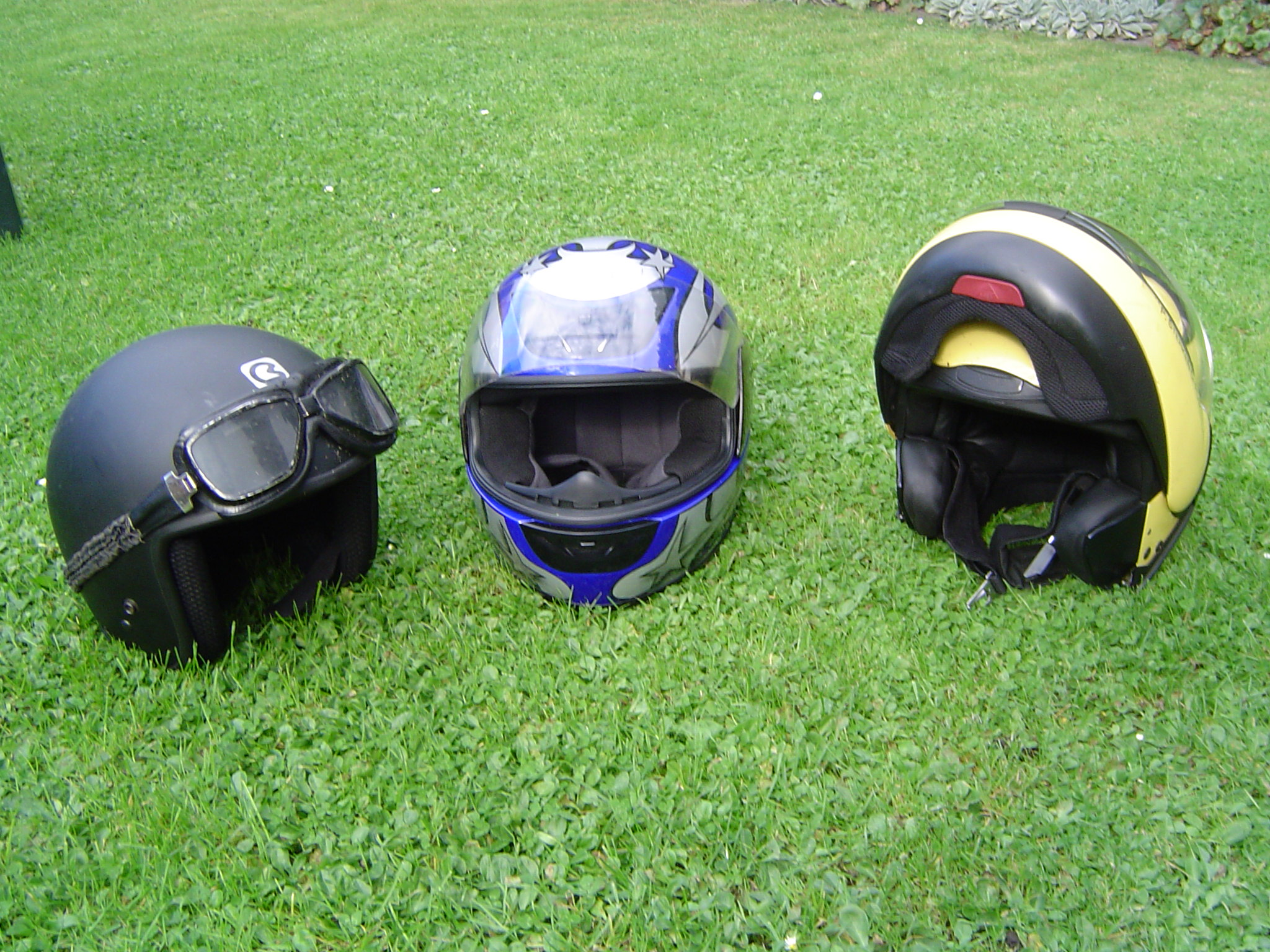
V. l. n. r.: Jet-, Integral- und Klapphelm

Ein Motorradhelm, amtlich Schutzhelm, umgangssprachlich Sturzhelm genannt, ist ein Teil der Schutzkleidung für Motorradfahrer und schützt dessen Kopf bei einem Verkehrsunfall vor lebensbedrohlichen Verletzungen. Das Tragen eines Schutzhelmes ist für Motorradfahrer in den meisten Ländern im öffentlichen Verkehrsraum gesetzlich vorgeschrieben.

## Hintergrund
Ein Motorradfahrer ist gegenüber Autofahrern erhöhten Gefahren ausgesetzt, weil
- ein Motorrad keine Knautschzone hat,
- bei schlechter Bodenhaftung (Nässe, Schmutz) eine erhöhte Sturzgefahr und schlechtere Bremsleistung besteht,
- seine Geschwindigkeit von anderen Verkehrsteilnehmern leicht unterschätzt wird,
- er einen größeren toten Winkel hat als ein Autofahrer,
- er bei Geschwindigkeiten ab ca. 30 km/h Hindernissen weniger gut ausweichen kann als ein Autofahrer.

Aus diesen Gründen werden von motorisierten Zweiradfahrern üblicherweise Schutzhelme getragen. Sie verringern nach einer Studie bei Verkehrsunfällen die Rate an Schädel-Hirn-Traumata der Motorradfahrer um etwa 70 % und die Sterblichkeit um etwa 40 %.

## Vorschriften

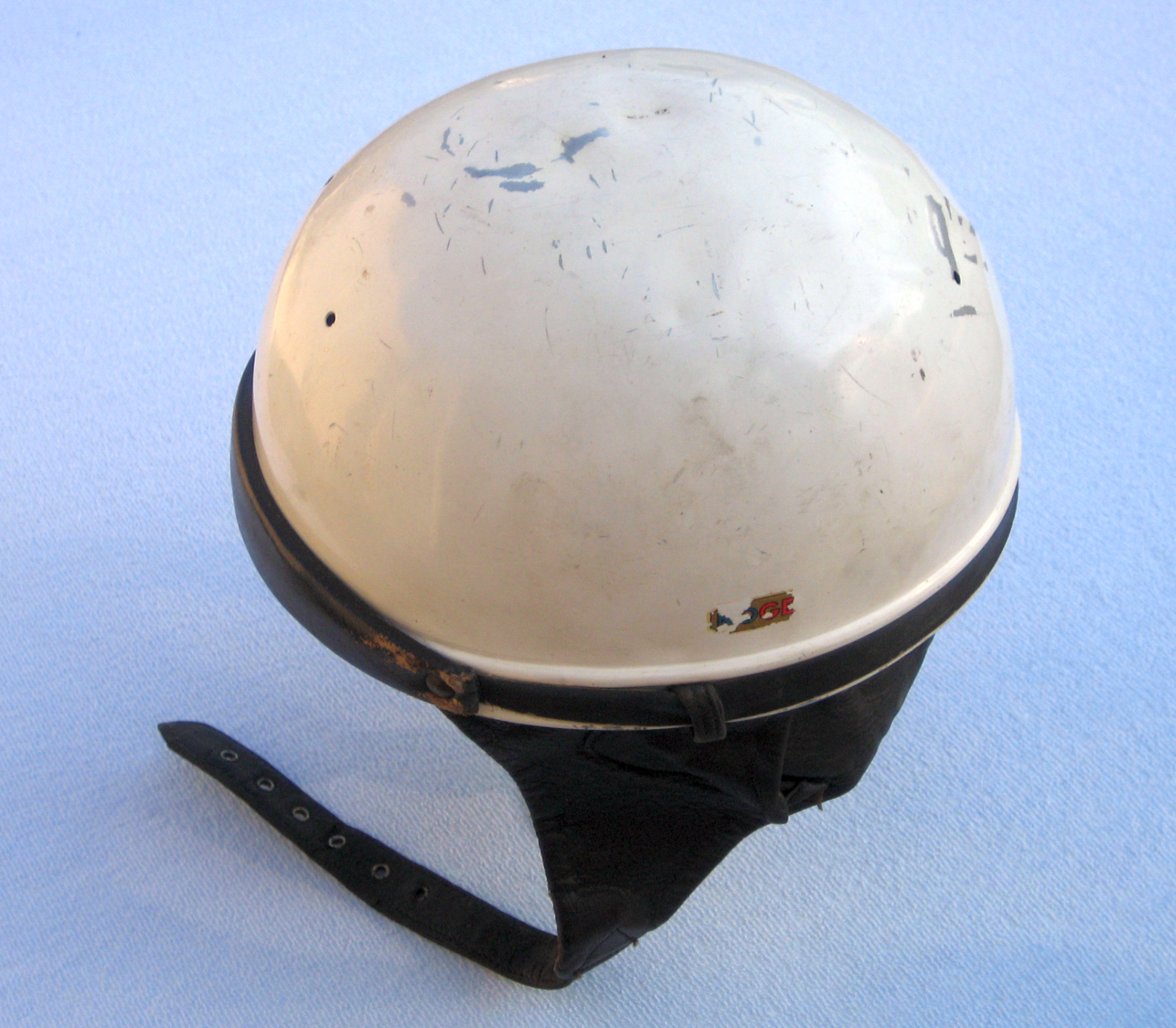
Motorradhelm aus den 1960er Jahren

Das Tragen eines Schutzhelmes ist für Motorradfahrer in den meisten Ländern gesetzlich vorgeschrieben.
In den meisten europäischen Ländern gilt dies auch für Fahrer von Mopeds und Mofas und zum Teil auch Quads und Trikes.
Konkret gilt für Deutschland gemäß § 21a Abs. 2 StVO, dass Führer und Mitfahrer von Krafträdern oder offenen drei- oder mehrrädrigen Kraftfahrzeugen mit einer bauartbedingten Höchstgeschwindigkeit von über 20 km/h während der Fahrt einen geeigneten Schutzhelm tragen müssen. Dies gilt nicht, wenn vorgeschriebene Sicherheitsgurte angelegt sind. Ausnahmeregelungen, wie z. B. für den Motorroller BMW C1, ergeben sich aus der 8. Ausnahmeverordnung zur StVO.
Helmpflicht für Kraftradfahrer besteht in der Bundesrepublik Deutschland seit 1976 (nach DIN 4848), in der ehemaligen DDR seit 1978 (außerhalb geschlossener Ortschaften schon seit 1. Juni 1965). 1980 wurde ein Verwarnungsgeld bei Fahrten ohne Schutzhelm (für Fahrer und Sozius) eingeführt. Zum 1. Januar 1990 wurde die bisherige DIN 4848 durch die ECE-22 Norm ersetzt. Durch zwei Ausnahmeverordnungen wurde diese Vorschrift so gestaltet, dass auch Helme, die nicht nach ECE geprüft wurden, in der Bundesrepublik zulässig sind, solange sie aufgrund ihrer Bauart als Schutzhelme geeignet sind.

## Aufbau

### Bauarten
- Lederhelm

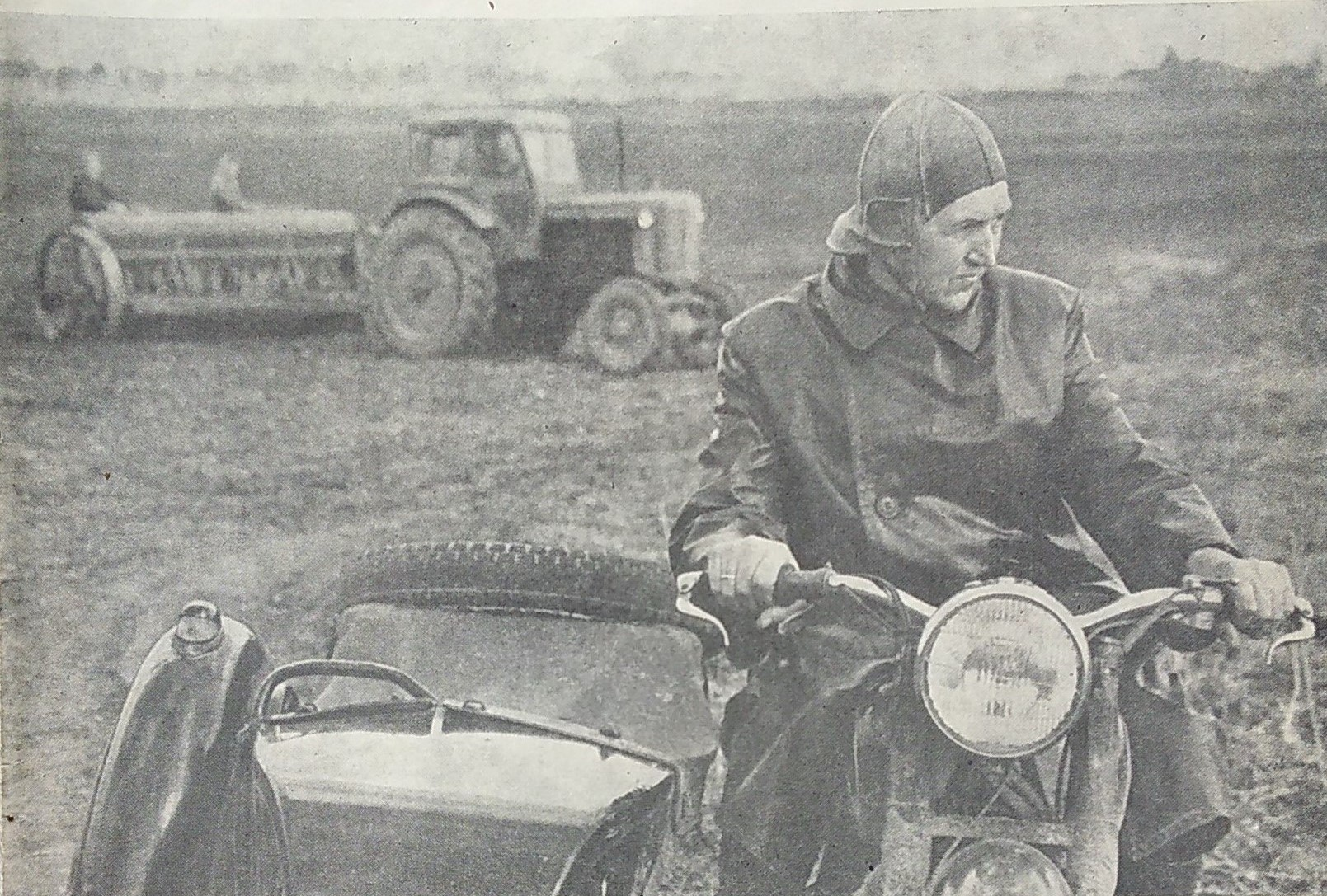
Motorradfahrer mit Lederhelm in Estland, 1970er

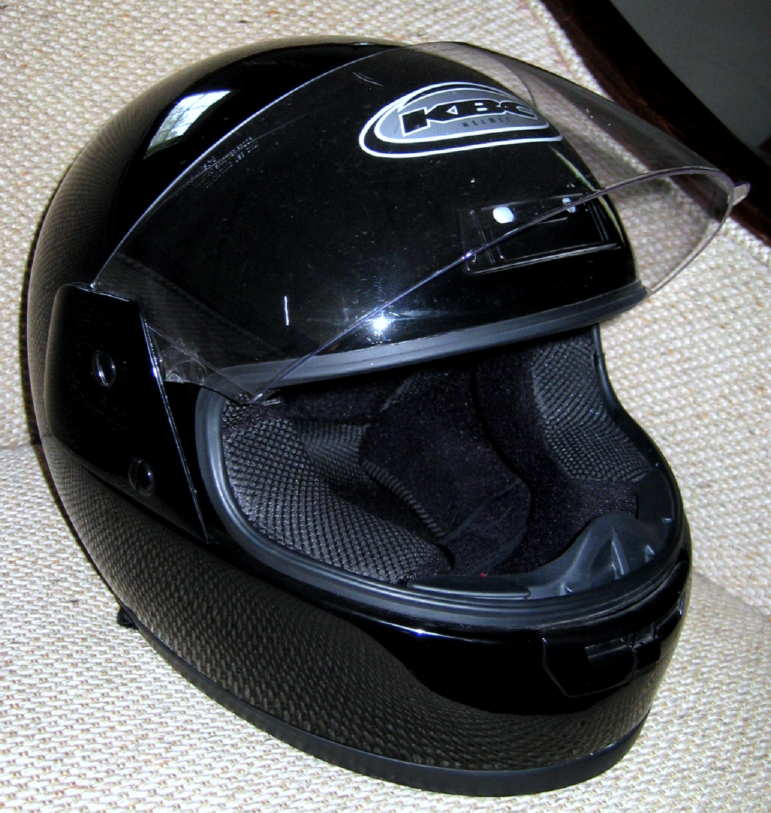
Integralhelm

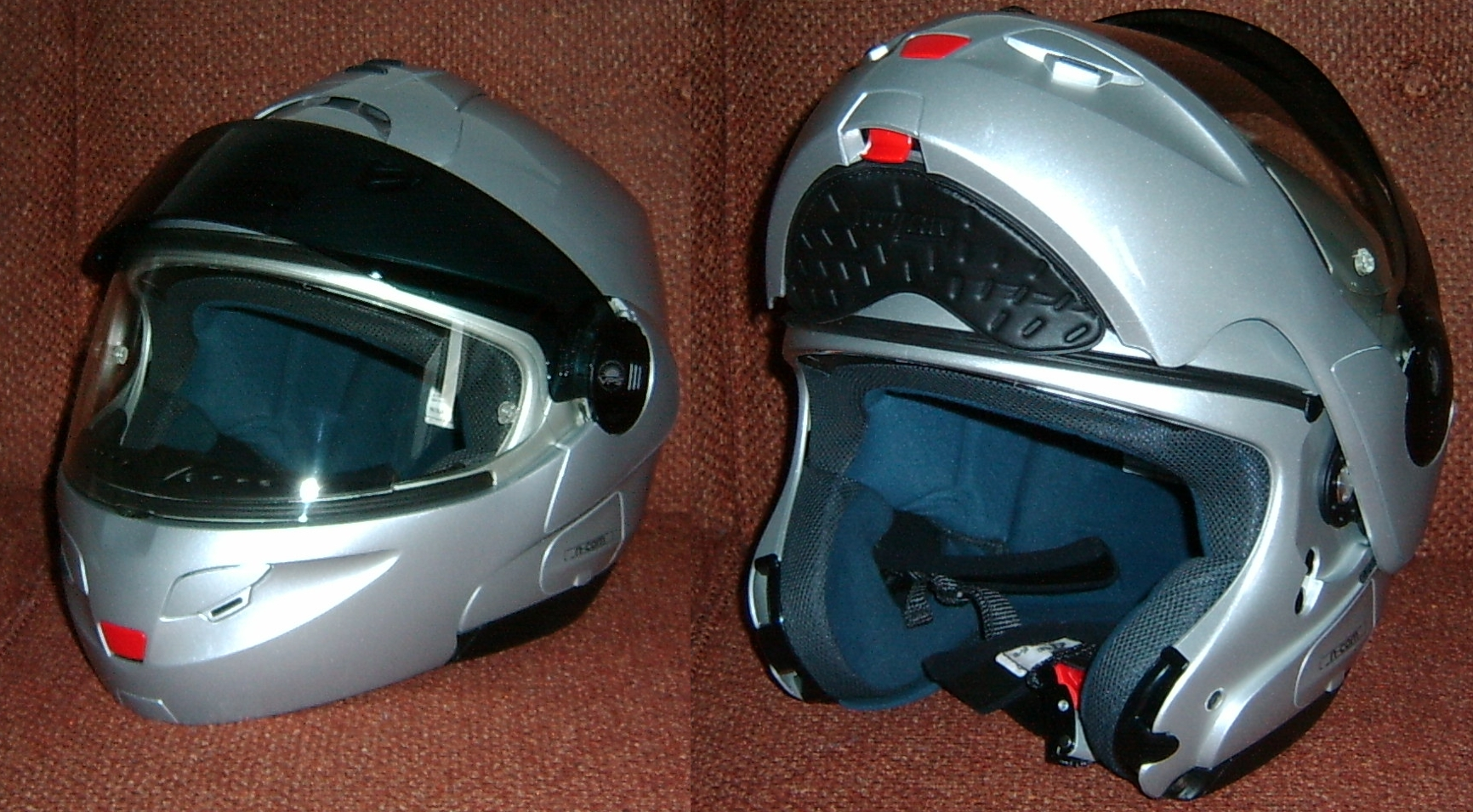
Klapphelm

- Integralhelme besitzen eine feste Kinnpartie und ein verschließbares Visier. Sie bieten konstruktionsbedingt den besten Schutz bei minimalem Gewicht und werden daher auch im Motorradsport verwendet. Moderne Integralhelme haben meist ein Gewicht von unter 1,5 kg. Der Kinnriemen des Helmes wird häufig über einen sogenannten Doppel-D verschlossen, doch kommen auch zahlreiche Schnellverschlüsse zum Einsatz.
- Klapphelme sind eine Variation des Integralhelms, bei der sich die feste Kinnpartie hochklappen lässt. Die Schutzwirkung wird allgemein im Vergleich zu Integralhelmen als etwas geringer angesehen, und das Gewicht ist leicht erhöht. Klapphelme erleichtern das Abnehmen des Helmes nach einem Unfall, zudem sind sie insbesondere für Brillenträger empfehlenswert und erfüllen die gängigen Helmnormen.
- Motocross-Helme sind heute Integralhelme mit größerem Abstand zum Kinn, haben einen am Helm angebrachten Schirm und sind gut belüftet. Sie haben kein Visier, sondern werden mit Crossbrille getragen.
- Enduro-Helme sind Integralhelme mit den Merkmalen von Motocross-Helmen, die jedoch anders als diese nicht auf den Sporteinsatz, sondern auf Tourentauglichkeit abgestimmt sind, was neben einem kleineren und damit weniger windanfälligen Schirm (meist abnehmbar) auch eine regulierbare Belüftung bedeutet sowie die Möglichkeit, sie wahlweise mit Visier oder Crossbrille zu fahren.

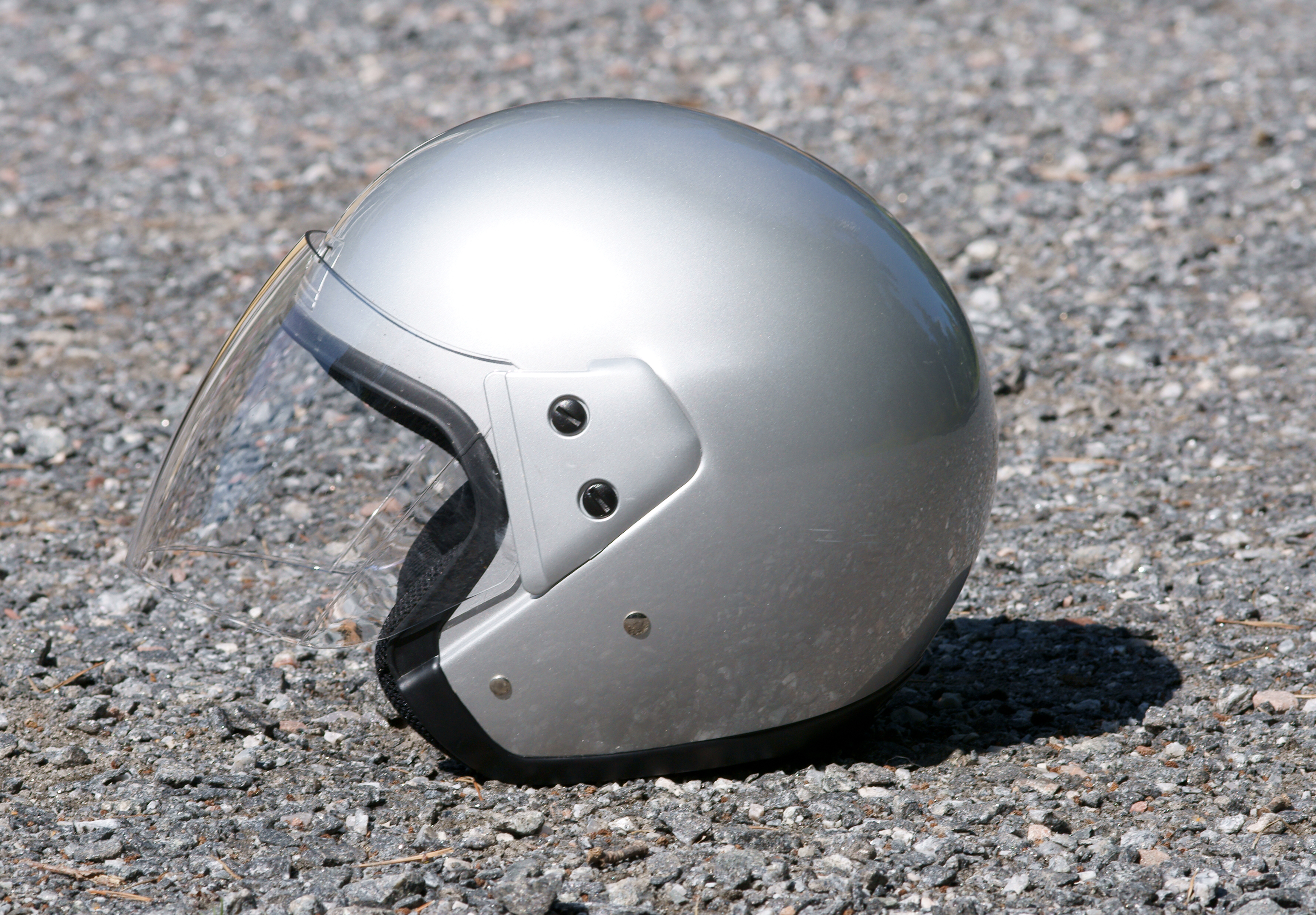
Halbschalenhelm

- Halbschalenhelme, auch Jethelme genannt, haben keine feste Kinnpartie. Es gibt Varianten mit verbautem Visier oder mit Sonnenblende, aber auch Halbschalen mit einem tief gezogenen Visier und etwas weiter nach vorn gezogenen Seiten, die allgemein als 3/4-Helme bezeichnet werden. Halbschalenhelme müssen, um der europäischen Norm ECE 22-05 zu entsprechen, die Stirn, Ohren und Nacken schützen. Die sogenannten Braincaps, deren Helmschale lediglich den Bereich oberhalb der Ohren und des Nackens schützt, erfüllen diese Voraussetzung nicht, sie werden daher teilweise nicht als Schutzhelme im Sinne der gesetzlichen Bestimmungen anerkannt. Beliebt sind Halbschalen- und Jethelme insbesondere bei Fahrern klassischer Motorräder, um deren Identifikation mit dem damaligen Zeitgeist zu verdeutlichen.

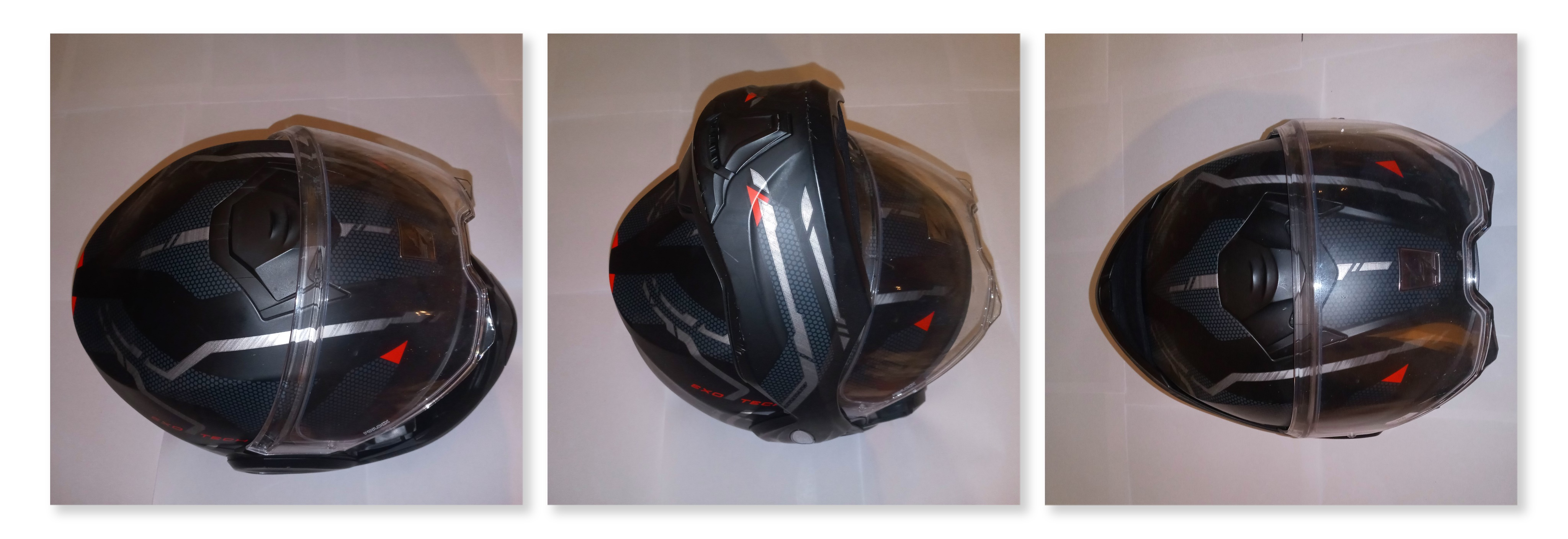
Scorpion EXOTech Modularhelm in drei Stellung: Links zu, Mitte Halbstellung, Rechts Offen

- Multihelme sind Helme mit Umbaumöglichkeiten, zumeist der, das Kinnteil abzunehmen, womit sie wahlweise als Integralhelm oder Jethelm genutzt werden können.[6]

### Verwendete Werkstoffe
Grob unterteilt werden die Helmschalen aus zwei verschiedenen Werkstoffgruppen (Kunststoffen) gefertigt:
- Thermoplaste: (z. B. ABS, Polycarbonat, Polyamid) Diese Kunststoffe sind unter Hitzeeinwirkung leicht formbar und werden meist im Spritzgussverfahren hergestellt. Der Vorteil dieser Werkstoffe ist, dass diese leicht in großen Mengen herzustellen und somit günstig sind. Der Nachteil ist das schnelle Altern der Helmschale in unlackiertem Zustand, besonders durch Ultraviolettstrahlung, das ein relativ schnelles Erneuern unlackierter Helme erforderlich macht. Heutzutage sind ABS- und Polycarbonathelme jedoch in aller Regel lackiert.

- Duroplaste und Verbundwerkstoffe (mit Glas- (GFK), Kohlenstoff- („Carbon“), Aramid- oder Polyethylenfasern verstärkter Kunststoff). Diese Verbundkunststoffe können nur aufwendig im Laminatverfahren hergestellt werden. Sie sind spröde und nicht leicht formbar, dafür aber steif und bruchfest. Dadurch sind diese Helme sehr stabil, bei gleicher Schutzwirkung leichter und vergleichsweise teuer, jedoch ist auch hier in den letzten Jahren das Preisniveau deutlich gesunken. Im Rennsport werden sie wegen ihrer guten Schutzeigenschaften ausschließlich verwendet. Duroplaste altern langsamer, was der Lebenserwartung zugutekommt.

Das energieabsorbierende Material im Inneren des Helmes besteht in der Regel aus geschäumtem Polystyrol.

### Visiere
Die Visiere von Motorradhelmen bestehen üblicherweise aus Polycarbonat. Dieser durchsichtige Kunststoff ist schlagfest und splittert nicht. Außerdem ist er unempfindlich gegen die UV-Strahlung der Sonne. Anders als etwa Plexiglas versprödet Polycarbonat nicht durch Austrocknung. Viele Visiere heutzutage sind kratzfest, d. h., sie sind mit einer widerstandsfähigen Klarlackschicht überzogen. Diese verträgt jedoch keine Politur oder aggressive Reinigungsmittel.
Integralhelm-Visiere neigen (besonders bei Regen) zum Beschlagen, daher gibt es häufig eine Rasterstellung, bei der einerseits das Visier fast geschlossen ist und kaum Wasser eindringen kann, andererseits aber Frischluft das Beschlagen verhindert. Eine andere Möglichkeit sind ab Werk aufgebrachte, spezielle Antibeschlagbeschichtungen, welche allerdings empfindlich sind. Andere Hersteller bieten gegen das Beschlagen zusätzliche Innenvisiere an. Weiterhin finden auch handelsübliche Antibeschlagmittel Anwendung, welche nachträglich aufgetragen werden können. Andere Zubehörteile, wie Atemabweiser, welche die Ausatemluft nach unten leiten, können das Beschlagen ebenfalls vermindern.
Es gibt verschiedene Visierarten:
- Klarsicht-Visiere: Die gebräuchlichste Art der Visiere, sie sind der Standard für gängige Helmtypen. Sie benötigen für den Straßenverkehr ein E-Prüfzeichen.
- Verspiegelte und getönte Visiere: Verspiegelte und getönte Visiere sind in unterschiedlichen Farben und Tönungsgraden erhältlich, sie haben den Vorteil, Sonnenlicht abzuschwächen und somit eine Blendung des Motorradfahrers zu verhindern. Sie dürfen nur bei Tageslicht unter guten Wetterbedingungen genutzt werden. Die Benutzung bei Dunkelheit ist verboten und zudem gefährlich, da die Sicht stark eingeschränkt ist. Bei einer Missachtung dieses Verbotes ist mit rechtlichen Konsequenzen und im Falle eines Unfalls mit Regressforderungen der Versicherung zu rechnen.
- Antibeschlag-Visiere (Pinlock-Visier): Hier wird ein kleineres Visier mittels Kunststoff-Stiften oder Klebverbindung direkt innen am Hauptvisier befestigt. Die dünne isolierende Luftschicht, die dadurch entsteht, verhindert ein Beschlagen des Visieres. Nachteile sind jedoch, dass das kleinere Innenvisier ein Beschlagen des Randbereiches des Hauptvisieres nicht verhindern kann und dass die Umlaufkante und die Befestigungen im Blickfeld den Fahrer stören bzw. irritieren können.
- Zusätzliche Sonnenvisiere: Inzwischen werden von verschiedenen Herstellern Helme angeboten, die neben dem Klarsicht-Visier über ein zusätzlich angebrachtes, getöntes Visier verfügen, das während der Fahrt bedient werden kann. Dieses ist entweder im Inneren als zweites Visier dicht vor den Augen angebracht und lässt sich per Schalter von außen bedienen, oder es ist ein kleineres Visier, welches außen über dem Klarsicht-Visier angebracht ist und bei Bedarf heruntergeklappt werden kann. Da diese während der Fahrt bedienbar sind, kann der Motorradfahrer während der Fahrt auf veränderte Lichtverhältnisse reagieren.
- Einsteck-Blendschutze: Hierbei handelt es sich um ein vergleichsweise schmales, mehrschichtiges Kunststoffteil mit Lichtfilterfolie, welches zwischen der Helminnen- und der Helmaußenschale eingeschoben wird. Im Falle einer plötzlichen Blendung senkt der Fahrer reflexartig den Kopf und schaut dabei durch den getönten Blendschutz. Dabei bleiben die Hände am Lenker und brauchen keine Hebel oder ähnliches zu betätigen. Der Blendschutz passt bei den meisten Helmen ohne schwenkbare Sonnenblende. Bei aufrechter Sitzhaltung bleiben die Augen im Schattenwurf der Sonnenblende entspannt. Der Helm behält die ECE-Zulassung und darf auch im Dunkeln gefahren werden.
- Heizvisiere: Es gibt auch Heizvisiere, bei denen feine Drähte Wärme erzeugen und somit das Beschlagen dauerhaft verhindern. Durch ein Spiralkabel und Abreißstecker wird das Visier mit einer Bordsteckdose verbunden. Mit einem Heizvisier hat man bei Kälte und Nässe mit ganz geschlossenem Visier unbeeinträchtigte Sicht. Diese Visiere sind jedoch nur für wenige Helme verfügbar.

## Funktion und Handhabung

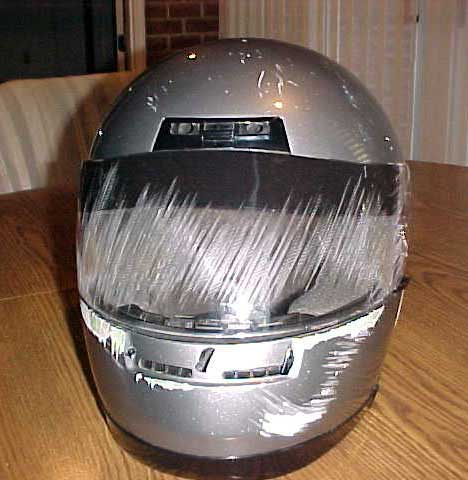
Motorradhelm mit Sturzspuren

Moderne Helme sind so konzipiert, dass sie bei einer Krafteinwirkung, z. B. einem Schlag, diese in Verformungsenergie umwandeln. Entscheidend ist dabei weniger das Material der Außenschale, sondern mehr die Beschaffenheit der Innenpolsterung (normalerweise Styropor-Schaum), die zwischen Außenschale und Innenfutter sitzt. Diese Schicht ist der einzige komprimierbare Teil des Helmes, sie übernimmt beim Aufprall die eigentliche Dämpfung. Die Helmschale verteilt bei einem Aufschlag die auftretenden Kräfte auf eine möglichst große Fläche und wird dabei elastisch verformt; danach kehrt sie wieder in die ursprüngliche Form zurück. Dagegen erleidet die Styroporschicht eine plastische, also bleibende Verformung.
Durch diese dauerhafte Verformung kann der Helm den Kopf durch Dämpfung nicht mehr schützen. Deshalb wird empfohlen, einen Helm nach einem Unfall nicht mehr zu benutzen oder dem Hersteller zur Prüfung einzusenden, auch wenn optisch nur leichte oder keine Beschädigungen erkennbar sind.
Helme werden durch Kinnriemen am Kopf fixiert; heute sind dies Ratschenverschlüsse. Ohne geschlossenen Kinnriemen hat der Helm keine ausreichende Schutzwirkung, da er sich bei einem Unfall vom Kopf lösen kann. Dies ist auch in rechtlicher Hinsicht erforderlich, das Nichtschließen kann in Deutschland als „Nichttragen“ geahndet werden (Regelsatz bei fahrlässiger Begehungsweise 15 €). Auch ein beschädigter Helm (Beulen, Risse oder Löcher in der Außenschale, nach starken Druck- oder Zugkräften, nach Stürzen auch aus geringer Höhe) bietet eventuell eine verminderte Schutzwirkung. Klapphelme dürfen in der Regel nur in geschlossenem Zustand verwendet werden, das Fahren mit hochgeklapptem Kinnteil ist nur bei Helmen zulässig, die zusätzlich eine Prüfung als Jethelm haben (sog. P/J-Zulassung).

## Helmabnahme nach einem Unfall
Die weit verbreitete Annahme, dass Ersthelfer beim bewusstlosen und/oder verunfallten Motorradfahrer grundsätzlich den Helm nicht abnehmen dürfen oder sollten, ist falsch. Die Atmung kann oft nur ordentlich überprüft, und lebensrettende Sofortmaßnahmen können nur angewendet werden, wenn der Helm entfernt wurde. Allerdings sollte auf die Stabilisierung der Halswirbelsäule geachtet werden.
Auch bei nicht bewusstlosen Patienten ist, sofern sie dies nicht schon selbst getan haben, das Abnehmen des Helms ratsam, da nur dann umgehend auf einen sich ändernden Bewusstseinszustand oder weitere Komplikationen (Atemnot, Erbrechen etc.) reagiert werden kann.
Die Helme haben rote Kennzeichnungen, an denen Ersthelfer erkennen können, wo der Helm geöffnet werden kann. Moderne Integralhelme haben am Helmeinstieg häufig zwei rote Laschen, mit denen das Helminnenfutter durch den Ersthelfer teilweise entfernt werden kann, um das Abnehmen des Helmes zu vereinfachen.

## Sicherheitsnormen

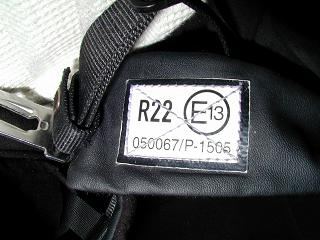
ECE-Aufnäher im Motorradhelm

Die aktuelle ECE-Norm 22/05 für Helme legt folgende Sicherheitskriterien bei der Prüfung fest:
- Größe und Form der Dämpfungsschale,
- chemische Resistenz der Außenschale,
- Stoßdämpfungswerte an einzelnen Punkten durch den Falltest,
- Abstreiftest vor allem bei den kleinen Größen,
- Belastbarkeit des Kinnriemens und dessen Absicherung,
- Belastbarkeit des Kinnriemenverschlusses,
- Größe des Sichtfeldes,
- Durchdringungswiderstand des Visiers, Tönung des Visiers.

Bei der Prüfung nach ECE 22/06 gelten zusätzlich noch:
- Senkung der zurzeit gültigen Grenzwerte für Kopfverzögerung und HIC (Head Injury Criterion) um 10 %. Damit wird die Kollisionsgeschwindigkeit zwischen Kopf und Anprallobjekt höher angesetzt, wodurch eine höhere Sicherheitsreserve geschaffen wird,
- Kinnaufschlag, Prüfung der Kinnteildämpfung,
- Messung der Rotationsbeschleunigung (Außenschale),
- Visiertönung, bis zu 50 % Tönung: ausschließlich Tagesnutzung mit Kennzeichnungspflicht,
- das ECE – Etikett muss mit Klarsichtfolie übernäht werden,
- Kinnriemensicherung wie bisher, jedoch nicht für TRIAL-Helme

International sind diverse weitere Normen und Prüfinstitutionen im Einsatz, z. B.:
- ACU (Auto-Cycle Union), Großbritannien
- AS/NZS 1698 („joint Australian/New Zealand Standard“),[10] Australien und Neuseeland
- BSI 6658 (British Standards Institution), Großbritannien
- CMVSS (Canada Motor Vehicle Safety Standards), Kanada
- CRASH (Consumer Rating and Assessment of Safety Helmets),[11] Australien
- CSA CAN3-D230-M85 (auslaufend, Canadian Standards Association), Kanada
- DOT FMVSS Nº. 218 (Department of Transportation), USA
- GOST R 41.22-2001 (ГОСТ Р 41.22-2001, basiert auf der ECE 22.05), Russland
- ICC (Import Commodity Clearance), Philippinen
- IS 4151 (Indian Standard), Indien
- JIS T 8133:2000 (Japanese Industrial Standards), Japan
- NBR 7471 (Norma Brasileira),[12] Brasilien
- SHARP (Safety Helmet Assessment and Rating Programme), Großbritannien
- Snell M2005 & M2010 (Snell Memorial Foundation), USA
- SNI (Standar Nasional Indonesia), Indonesien
- TIS 369-2557 (2014) (Thai Industrial Standards Institute), Thailand[13]
- TCVN 5756:2001 („Tiêu chuẩn Việt Nam“, Institut: QUATEST 3),[14] Vietnam